# Marx-Engels-Forum

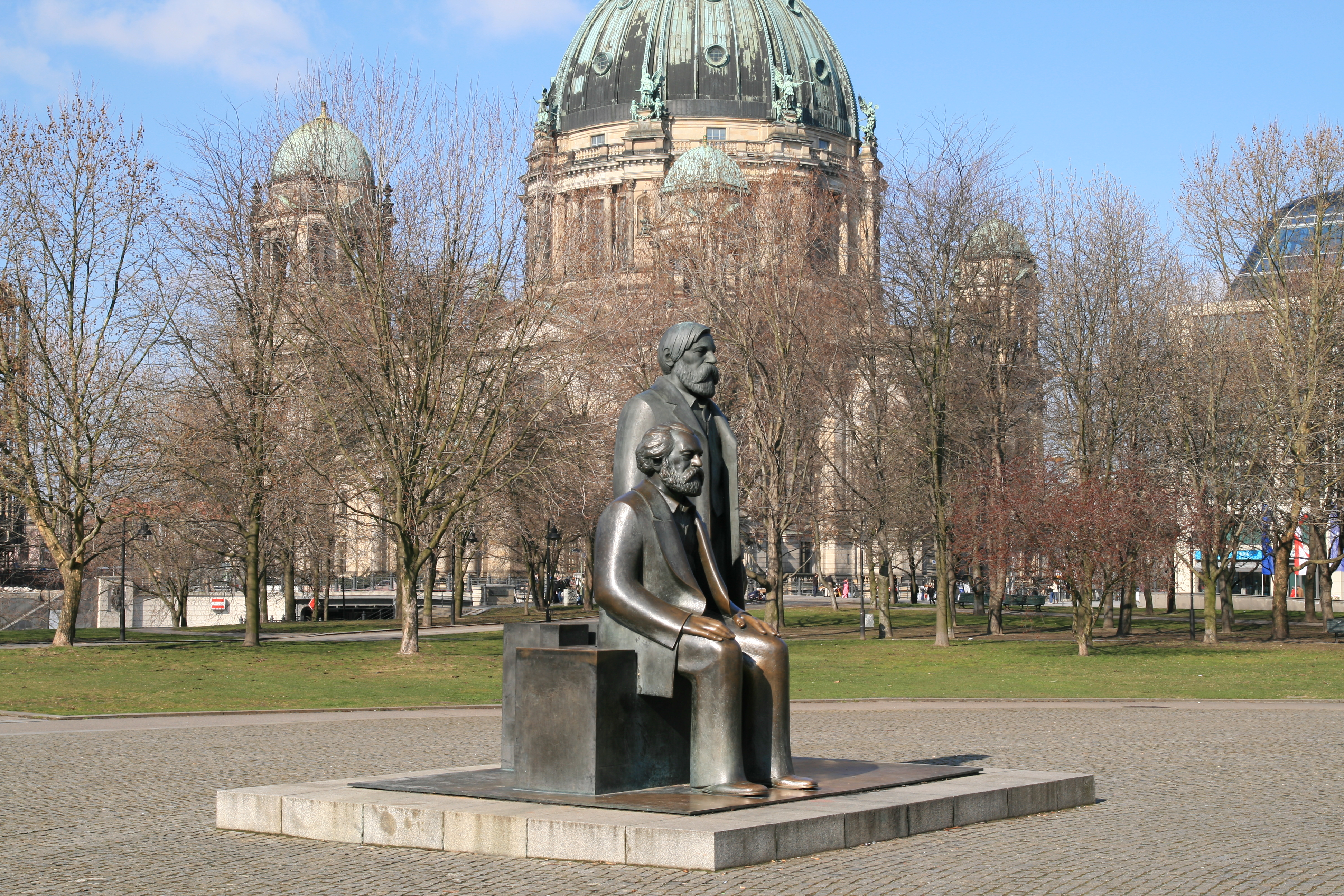
Marx-Engels-Forum, w tle Katedra

Marx-Engels-Forum – park usytuowany w dzielnicy Mitte, w centrum Berlina. Powstał w 1986 roku na polecenie władz Niemieckiej Republiki Demokratycznej. Nazwany na cześć twórców Manifestu komunistycznego Karola Marksa oraz Fryderyka Engelsa.
Przed II wojną światową teren obecnego Marx-Engels-Forum był gęsto zaludniony. Na przełomie 1944 i 1945 roku większość budynków została obrócona w ruiny w wyniku alianckich nalotów na Berlin. W 1970 roku pozostała część budynków została wyburzona.
W 1977 roku władze NRD podjęły decyzję o zagospodarowaniu przestrzeni między Pałacem Republiki a wieżą telewizyjną. Rzeźbiarz Ludwig Engelhardt został powołany na dyrektora artystycznego projektu przebudowy placu. 4 kwietnia 1986 roku w centrum placu odsłonięto pomnik z brązu przedstawiający Marksa i Engelsa dłuta Engelhardta. W pobliżu pomnika znajduje się również płaskorzeźba przedstawiająca sceny z historii niemieckiego ruchu socjalistycznego.